# Nystagmus (maladie professionnelle)
Un nystagmus peut être reconnu comme maladie professionnelle dans certains pays[Lesquels ?], sous conditions.
Cet article relève du domaine de la législation sur la protection sociale et a un caractère davantage juridique que médical. Pour la description clinique de la maladie se reporter à l'article suivant :

## Législation enFrance

### Régime général
| Fiche Maladie Professionnelle | Fiche Maladie Professionnelle | Fiche Maladie Professionnelle |
| Ce tableau définit les critères à prendre en compte pour qu'un nystagmus soit pris en charge au titre de la maladie professionnelle | Ce tableau définit les critères à prendre en compte pour qu'un nystagmus soit pris en charge au titre de la maladie professionnelle | Ce tableau définit les critères à prendre en compte pour qu'un nystagmus soit pris en charge au titre de la maladie professionnelle |
| Régime Général. Date de création : 18 juillet 1945                                                                                  | Régime Général. Date de création : 18 juillet 1945                                                                                  | Régime Général. Date de création : 18 juillet 1945                                                                                  |
| Tableau no 23 RG | Tableau no 23 RG | Tableau no 23 RG |
| Nystagmus professionnel | Nystagmus professionnel | Nystagmus professionnel |
| --- | --- | --- |
| Désignation des Maladies | Délai de prise en charge | Liste indicative des principaux travaux susceptibles de provoquer ces maladies                                                      |
| Nystagmus | 1 an | Travaux exécutés dans les mines. |
| Date de mise à jour : 15 septembre 1955                                                                                             | | |